# Platyptiliodes
Platyptiliodes là một chi bướm đêm thuộc họ Pterophoridae.

## Các loài
- Platyptiliodes albisignatula Strand, 1913